# Le Sadique de la treizième heure
Pour plus de détails, voir Fiche technique et Distribution.
Le Sadique de la treizième heure (Nude... si muore) est un giallo italien réalisé par Antonio Margheriti, sorti en 1968.

## Synopsis
Une femme est noyée dans une baignoire, puis placée dans une malle, qui finit dans une camionnette à destination du pensionnat St. Hilda. Parmi les enseignants se trouve une nouvelle professeur de sciences, Mme Clay. Il y a aussi un jeune professeur, Richard Barrett, un moniteur de natation sous-marine, De Brazzi, et le jardinier du collège, La Forêt. Il n'y a que sept jeunes filles au pensionnat, les autres étant en vacances. Une fois arrivée à destination, la malle est amenée à la cave.
Bientôt l'une des filles, Betty Ann, qui était allée visiter la cave, est étranglée et son corps est escamoté. La recherche de la fille disparue commence ; Jill prétend qu'elle est morte, tuée par le jardinier. Toutes les filles reçoivent l'ordre de ne pas quitter les chambres mais l'une d'entre elles, Lucille, a rendez-vous avec son professeur Richard, avec qui elle a une liaison. Lucille décide de sortir quand même et se rend dans une petite maison sur une colline, où elle découvre le cadavre de Betty Ann et s'enfuit ; elle rencontre ensuite Richard et lui dit tout. Quand ils reviennent sur les lieux, le corps de Betty Ann a disparu. Lucille, en proie à une forte peur, veut quitter l'internat et Richard lui conseille donc de faire sa valise et de l'attendre à trois heures près de la piscine. Lucille retourne au pensionnat et, en prenant une douche, le jardinier l'épie depuis un arbre : elle l'aperçoit et retourne dans la chambre effrayée. Une autre fille, Cinzia, va prendre une douche et se fait tuer devant le jardinier...

## Fiche technique
Sauf indication contraire, les informations mentionnées dans cette section peuvent être confirmées par la base de données cinématographiques IMDb,  présente dans la section « Liens externes ».
- Titre original : Nude... si muore ou Sette vergine per il diavolo
- Titre français : Le Sadique de la treizième heure ou Terreur au pensionnat[1]
- Réalisateur : Antonio Margheriti
- Scénario : Giovanni Simonelli, Mario Bava (non attribué), Brian Degas (non attribué), Tudor Gates (non attribué)
- Photographie : Fausto Zuccoli
- Montage : Otello Colangeli
- Son : Giuseppe Di Liberto[2]
- Musique : Carlo Savina
- Décors : Mario Giorsi
- Producteur : Virgilio De Blasi, Giuseppe De Blasio, Lawrence Woolner
- Société de production : Super International Pictures, BGA
- Pays de production :  Italie
- Langue de tournage : italien
- Format : Couleur technicolor - 2,35:1 - Son mono - 35 mm
- Durée : 98 minutes
- Genre : giallo
- Dates de sortie :
  - Italie : 20 février 1968
  - France : septembre 1973

## Distribution
- Mark Damon : Richard Barrett
- Eleonora Brown : Lucille
- Sally Smith (en) : Jill
- Michael Rennie : l'inspecteur Durand
- Ludmila Lvova : Mme Clay/Pierre
- Patrizia Valturri : Denise
- Franco De Rosa (it) : le sergent Gabin
- Luciano Pigozzi : La Foret
- Vivienne Stapleton : Mme Transfield
- Esther Masing : Mme Martin
- Umberto Papiri : Simone
- Aldo De Carellis : le professeur André
- Caterina Trentini : Betty Ann
- Giovanni Di Benedetto : De Brazzi
- Silvia Dionisio : Margaret
- Malisa Longo : Cynthia Fellows
- Valentino Macchi : un policier
- Lorenza Guerrieri : Wendy
- Paola Natale : une serveuse

## Production
Le film a été tourné au Castello della Castelluccia à Rome et au Casale Pagliarini sur la Via del Casale di Pagliarini à Sacrofano. Des extérieurs ont également été filmés à Beaulieu-sur-Mer dans les Alpes-Maritimes.